# La Bauche
La Bauche é uma comuna francesa na região administrativa de Auvérnia-Ródano-Alpes, no departamento da Saboia. Estende-se por uma área de 6.58 km². Em 2010 a comuna tinha 504 habitantes (densidade: 76,6 hab./km²).